# Алуниш (Дамбовица)
Алуниш (рум. Aluniș) насеље је у Румунији у округу Дамбовица у општини Пиетрари. Oпштина се налази на надморској висини од 463 m.

## Становништво
Према подацима из 2002. године у насељу је живело 157 становника, од којих су сви румунске националности.